# جيمس ك. هاربر
جيمس ك. هاربر (بالإنجليزية: James C. Harper)‏ هو سياسي أمريكي، ولد في 1819 في مقاطعة كمبرلاند في الولايات المتحدة، وتوفي في 1890. حزبياً، نشط في الحزب الديمقراطي. وقد انتخب عضو مجلس نواب كارولينا الشمالية وانتخب عضو مجلس النواب الأمريكي.